# 魁蛤
魁蛤（学名：Anadara broughtonii），也叫魁蚶，日文：赤貝，是魁蛤目魁蛤科的一种。舊屬毛蚶属，今屬Anadara屬。主要分布于韩国、中国大陆、台湾及俄羅斯。常栖息在潮间带至潮下带67米。该物种的模式产地在菲律宾。

## 外部連結
- 瓦楞子 中藥材圖像數據庫  (香港浸會大學中醫藥學院) （中文）（英文）
- 瓦楞子 （页面存档备份，存于） 中藥標本數據庫 (香港浸會大學中醫藥學院) （繁體中文）（英文）